# Rhynchozoon corniger
Rhynchozoon corniger är en mossdjursart som beskrevs av Ferdinand Canu och Ray Smith Bassler 1928. Rhynchozoon corniger ingår i släktet Rhynchozoon och familjen Phidoloporidae. Inga underarter finns listade i Catalogue of Life.